# جیا بوک
جیا بوک (انگلیسی: GEA Bock) شرکت مهندسی آلمانی است، که در سال ۱۹۳۲ تأسیس شد.